# NGC 2701
NGC 2701 é uma galáxia espiral barrada (SBc) localizada na direcção da constelação de Ursa Major. Possui uma declinação de +53° 46' 14" e uma ascensão recta de 8 horas, 59 minutos e 05,5 segundos.
A galáxia NGC 2701 foi descoberta em 18 de Março de 1790 por William Herschel.